# Kiss Army
Kiss Army ist die Bezeichnung des offiziellen Fanclubs der US-amerikanischen Hardrock-Band Kiss. Gleichzeitig dient der Name mittlerweile als Sammelbegriff für alle Kiss-Fans weltweit, die dafür jedoch nicht Mitglieder des Fanclubs sein müssen. Auch Paul Stanley, Gitarrist und Sänger der Gruppe, spricht die Besucher der Konzerte mit Kiss Army an.

## Geschichte
Im Januar 1975 begannen die beiden Jugendlichen Bill Starkey und Jay Evans, den lokalen Radiosender in ihrer Heimatstadt Terre Haute aufzufordern, Songs von Kiss in sein Programm aufzunehmen. Dieser Wunsch wurde vom Programmdirektor des Senders, Rich Dickerson, abgelehnt, was dazu führte, dass Starkey und Evans begannen, sich beim Sender telefonisch mit dem Namen „Kiss Army“ zu melden und Briefe zu schreiben, die beispielsweise mit „Bill Starkey - President of the Kiss Army“ unterschrieben waren. In einigen ihrer Briefe drohten die beiden sogar damit, den Sender in die Luft zu sprengen.
Im Juli 1975 begann der Sender schließlich, Kiss-Singles zu spielen, und häufig nahmen die Moderatoren Bezug auf die Kiss Army, sodass einige der Hörer anriefen, um zu fragen, wie sie Mitglied der Army werden könnten.
Am 21. November 1975 sollte in Terre Haute ein Kiss-Konzert im Hulman Civic University Center stattfinden, das durch den Einsatz von Starkey und Evans beinahe sofort nach Vorverkaufsbeginn ausverkauft war. Über den Radiosender nahm Kiss-Publizist Alan Miller am 10. November 1975 Kontakt mit Starkey auf und erläuterte ihm, dass das Kiss-Management beeindruckt von seiner Idee sei und vorhabe, sie für einen nationalen Fanclub zu nutzen. Er bat Starkey, den Radiosender für einen Aufruf zu nutzen, um so viele Mitglieder wie möglich für die Kiss Army zu gewinnen.
Als Kiss am 21. November 1975 in Terre Haute landeten, wurden sie von einer Fan-Eskorte zum Radiosender begleitet, wo sie als Discjockeys auftraten. Während des Konzerts am Abend wurde Starkey dann auf die Bühne geholt und von der Band mit einer Plakette ausgezeichnet.
Bereits kurz nach dem Konzert in Terre Haute wurde die Kiss Army der offizielle Fanclub der Band, Werbung für ihn begann mit der Veröffentlichung des Kiss-Albums Destroyer im November 1976.
Ein wichtiges Ziel des Fanclubs war der Verkauf von Merchandising-Artikeln. Der Club begann mit einem Jahresbeitrag von fünf US-Dollar und gewann schnell eine große Anzahl Mitglieder. Ron Boutwell, der Leiter der Merchandising-Abteilung von Kiss, berichtete, dass der Club geschätzte Einnahmen von bis zu 5.000 US-Dollar pro Tag erzielte und beinahe 100.000 Mitglieder hatte. Von Boutwell stammte auch die Idee, die Mitgliedschaft im Fanclub und die Merchandise-Artikel direkt mit den verkauften Schallplatten zu bewerben.
1979 befand sich Kiss in einer schweren finanziellen Schieflage. Zu den finanziellen Problemen kam, dass der Fanclub inzwischen nicht mehr in der Lage war, die ankommende Post zu bewältigen: In einem Lagerhaus lagen Tausende unbearbeitete Briefe von Fans mit Geld und Schecks, sodass die Aufgabe des Fanclubs einer auf Mailorder spezialisierten Firma (Don Jagoda Associates) übertragen wurde. Bis dahin hatte die von Kiss-Manager Bill Aucoin gegründete Firma Niocua den Fanclub und den Merchandisinghandel organisiert.
Nachdem der Fanclub einige Jahre auf Eis lag und nicht weiter betrieben worden war, gaben Kiss am 23. August 2007 bekannt, dass die Kiss Army erneut offizieller Fanclub sei.
Die damalige US-Außenministerin Condoleezza Rice besuchte am Rande eines politischen Treffens in Stockholm 2008 ein Konzert der Gruppe und trat dem Fanclub bei.
Heute beträgt der Jahresbeitrag für die Kiss Army 50,- US-Dollar für US-Amerikaner, Mitglieder außerhalb der Vereinigten Staaten zahlen 75,- US-Dollar. Im Beitrag enthalten ist ein spezielles Fanclub-T-Shirt, eine Mitgliedskarte, ein Aufkleber, ein Plektrum, ein Armband und ein Anstecker. Außerdem erhalten Mitglieder der Kiss Army besondere Preisvorteile, zum Beispiel beim Einkauf im Online-Shop und beim Kauf von Eintrittskarten für Kiss-Konzerte. Hier kann jedes Mitglied bis zu vier Karten pro Jahr erwerben, bevor diese in den offiziellen Vorverkauf gehen, außerdem werden in den USA, wo die Hallen in der Regel bestuhlt sind, besondere Sitzplätze an die Fanclubmitglieder verkauft.